# Дутлия
Дутлия или Дутли (до XIX век Го̀рен, на гръцки: Ελαιώνας, Елеонас, катаревуса Ελαιών, Елеон, до 1922 Ντουτλή, Дутли) е село в Република Гърция, Егейска Македония, дем Сяр, област Централна Македония и има 300 жители (2001).

## География
Селото се намира в южните склонове на планината Шарлия (Врондос), на 9 километра североизточно от град Сяр (Серес) и на 1,5 часа пеша северозападно от Серски манастир на надморска височина от 400 m. Разположено е в долината на река Серовица, оградена тук от височини с маслинови градини.

## История

### Етимология
Според Йордан Н. Иванов името е турското dutlı от dut, черница. По-разпространеният облик Дутлия е побългарен като Кумлия. Горен е жителско име от първоначално *Горене, Горяне от местното име *Гора.

### В Османската империя
Църквата „Свети Николай“ е от XII век.
Според местни предания старото село Горен се е намирало в тесния проход в местността Стронген, където е бил и манастирът „Света Богородица“. В Средновековието селото е чифлик на манастира „Свети Йоан Предтеча“. В 1319 година се споменава Горянци (Γκορεαντζη), стопанство край Долна Струма, което според Йордан Иванов не е село Горенци, а Дутлия Горен.
В XIX век Дутлия е чисто българско село в Сярската каза на Османската империя. Според „Етнография на вилаетите Адрианопол, Монастир и Салоника“ в 1873 година в Дутли (Doutli) има 49 домакинства и 185 жители българи.
В 1889 година Стефан Веркович (Топографическо-этнографическій очеркъ Македоніи) пише за Дутлия:
| „ | Дутли (Горенци): християнско село; 1 църква, каменна, построена още по времето на сръбския крал Стефан Душан. Жителите са българи. В онази епоха е било чифлик на манастира „Свети Предтеча“. В селото има много воденици. Климатът е здравословен и поради това много серски жители прекарват тук лятото. Занятието на жителите е земеделие и скотовъдство; изнасят се много маслини. Село Дутли е на час и половина от града. | “ |

В статистическите си таблици Веркович отбелязва Дутли (Горенци) като село с 69 български къщи.
В 1891 година Георги Стрезов определя селото като част от Баницакол и пише:
| „ | Дутли, малко селце на ЮЗ от Ряховица. В това село има каменна църква, сградена по всяка вероятност в едно и също време с манастира „Св. Иван“ и с митрополията в Сяр. Път твърде мъчен. Къщи 60, жители 300, само българе. В църквата четат гръцки. | “ |

Според статистиката на Васил Кънчов („Македония. Етнография и статистика“) в 1900 в Дутлия (Горенъ) има 430 жители българи християни. Дутличани отглеждали много маслини – името на селото на турски означава черничево, които продавали в необработен вид в Сяр. Дутлийските маслини били едри и с дребни костилки. Дутличани имали много воденици покрай река Серовица.
След Илинденското въстание в 1904 година цялото село минава под върховенството на Българската екзархия. По данни на секретаря на Екзархията Димитър Мишев („La Macédoine et sa Population Chrétienne“) в 1905 година в Дутлия (Doutlia) има 400 българи екзархисти, като в селото работи българско училище с 1 учител и 40 ученици. В 1910 година според училищния инспектор към Българската екзархия в Сяр Константин Георгиев в Дутлия има 52 български къщи, учител в училището е С. Апостолов, а самото училище е описано като старо и с липса на дисциплина, в което се учат 27 момчета и 2 момичета.
При избухването на Балканската война в 1912 година двама души от Дутлия са доброволци в Македоно-одринското опълчение.

### В Гърция
През Балканската война Дутлия е освободено от части на българската армия, но през Междусъюзническата война в 1913 година селото е разорено и опожарено от гръцката армия. Жителите му бягат в България като се установяват предимно в Неврокоп, където образуват Дутлийската махала.
В 1922 година името на селото е преведено на гръцки като Елеон (маслина).
| Име                        | Име            | Ново име      | Ново име       | Описание |
| -------------------------- | -------------- | ------------- | -------------- | --- |
| Али Баба                   | Άλή Μπαμπά     | Патереа Рема  | Πατέρα Ρέμα    | река, десен приток на Серовица |
| Долно Ольче или Долно Олче | Κάτω Όλτσα     | Като Мосхари  | Κάτω Μοσχάρι   | хълмодолие на З от Дутлия; възможно умалително от вол с изпаднало начално в, но по-вероятно по изчезналото лично име *Холчо, умалително от Холе, Хольо, сравнимо е Олища, Костурско            |
| Велишка скала              | Βελίσκα Σκάλα  | Скала         | Σκάλα          | самотна скала на ЮЮЗ от Дутлия (546 m), в чието подножие е било село Велище |
| Малево                     | Μάλεβο         | Корфула       | Κορφούλα       | възвишение на Ю от Дутлия |
| Могила                     | Μουγκίλας      | Трапезоидес   | Τραπεζοειδές   | възвишение на ЮИ от Дутлия (604,3 m) |
| Горно Ольче или Горно Олче | Άνω Όλτσα      | Ано Мосхари   | Άνω Μοσχάρι    | хълмодолие на З от Дутлия; възможно умалително от вол с изпаднало начално в, но по-вероятно по изчезналото лично име *Холчо, умалително от Холе, Хольо, сравнимо е Олища, Костурско            |
| Градища                    | Γραντίτσα      | Фрурио        | Φρούριο        | връх на СИ от Дутлия (817 m) |
| Лайца                      | Λιάϊτσα        | Кутали        | Κουτάλι        | възвишение на С от Дутлия |
| Боймичото                  | Μρεμίσοτο      | Фортома       | Φόρτωμα        | връх на СИ от Горно Метох (601 m) |
| Буси Греки                 | Μπούσι Γραίκι  | Стани         | Στάνη          | |
| Рамница                    | Ράμνιτσα       | Дихало        | Δίχαλο         | местност на ССИ от Ореховец |
| Караули                    | Καραούλι       | Филагма       | Φύλαγμα        | |
| Липово                     | Λίποβα         | Мити          | Μύτη           | |
| Капакли                    | Καπακλή        | Скепасма      | Σκέπασμα       | връх на СИ от Ореховец (1032 m) |
| Каришка скала              | Καρίσκο Σκάλα  | Скала         | Σκάλα          | |
| Насузик                    | Νασουζίκ       | Петромата     | Πετρώματα      | местност на СИ от Ореховец |
| Углеш                      | Ούγγλις        | Продрому Рема | Προδρόμου Ρέμα | река на СИ от Дутлия, ляв приток на Дурвица, извираща от платото Углеш между Долно и Горно Броди; по личното име Углеш; според едно предание на платото била лятната резиденция на Йоан Углеша |
| Гарнова скала              | Γκάρνοβα Σκάλα | Питари        | Πιθάρι         | възвишение на СИ от Фращани на десния бряг на Дурвица |
| Шумеко                     | Σούμεκο        | Филострома    | Φυλλόστρωμα    | местност на СИ от Фращани |
| Циклата                    | Τσικλούτα      | Римно Рема    | Γυμνό Ρέμα     | името на Серовица в горното ѝ течение |
| Олак                       | Όλακας         | Кацикаки      | Κατσικάκι      | възвишение на СИ от Баница |
| Дурвица                    | Ντούρβιτσα     | Дяволу Рема   | Διαβόλου Ρέμα  | река на СИ от Дутлия (Бродската река) |
| Кутел Бар                  | Κούτελι Μπάρ   | Епимикес      | Έπίμηκες       | връх на СИ от Фращани (1275 m) |
| Картал                     | Καρτά Λόφος    | Гераки        | Γεράκι         | връх на СИ от Фращани |
| Саръяр                     | Σεριγιάρι      | Китринотопос  | Κιτρινότοπος   | местност на ССИ от Фращани, по горното течение на Циклата |
| Кутел                      | Κούτελι        | Куцуремени    | Κουτσουρεμένη  | връх на СИ от Фращани (1413,6 m) |

## Личности
Родени в Дутлия
- Димитър Сотиров, доброволец в четата на Иван Атанасов – Инджето през Сръбско-българската война в 1885 година[24]
- Илия Георгиев (1893 – ?), македоно-одрински опълченец, четата на Георги Занков, Първа рота на Единадесета сярска дружина[25]
- Стефан Урдев (1883 – 1923), деец на ВМОРО и БЗНС
- Стою Льондев (1910 – 1936), деец на ВМОРО (обединена)
- Стоян Пандуров (? – 1925), деец на БЗНС, убит от ВМРО[26]
- Христо Разбойников (1881 – 1925), български революционер, деец на ВМОРО, македоно-одрински опълченец, деец на БЗНС

Други
- Мирчо Разбойников (1918 – 2004), български комунист, по произход от Дутлия